# Klöverträsk
Klöverträsk est une localité de la commune de Luleå dans le comté de Norrbotten en Suède.

## Démographie
Sa population était de 240 habitants en 2020.